# 노키아 E시리즈

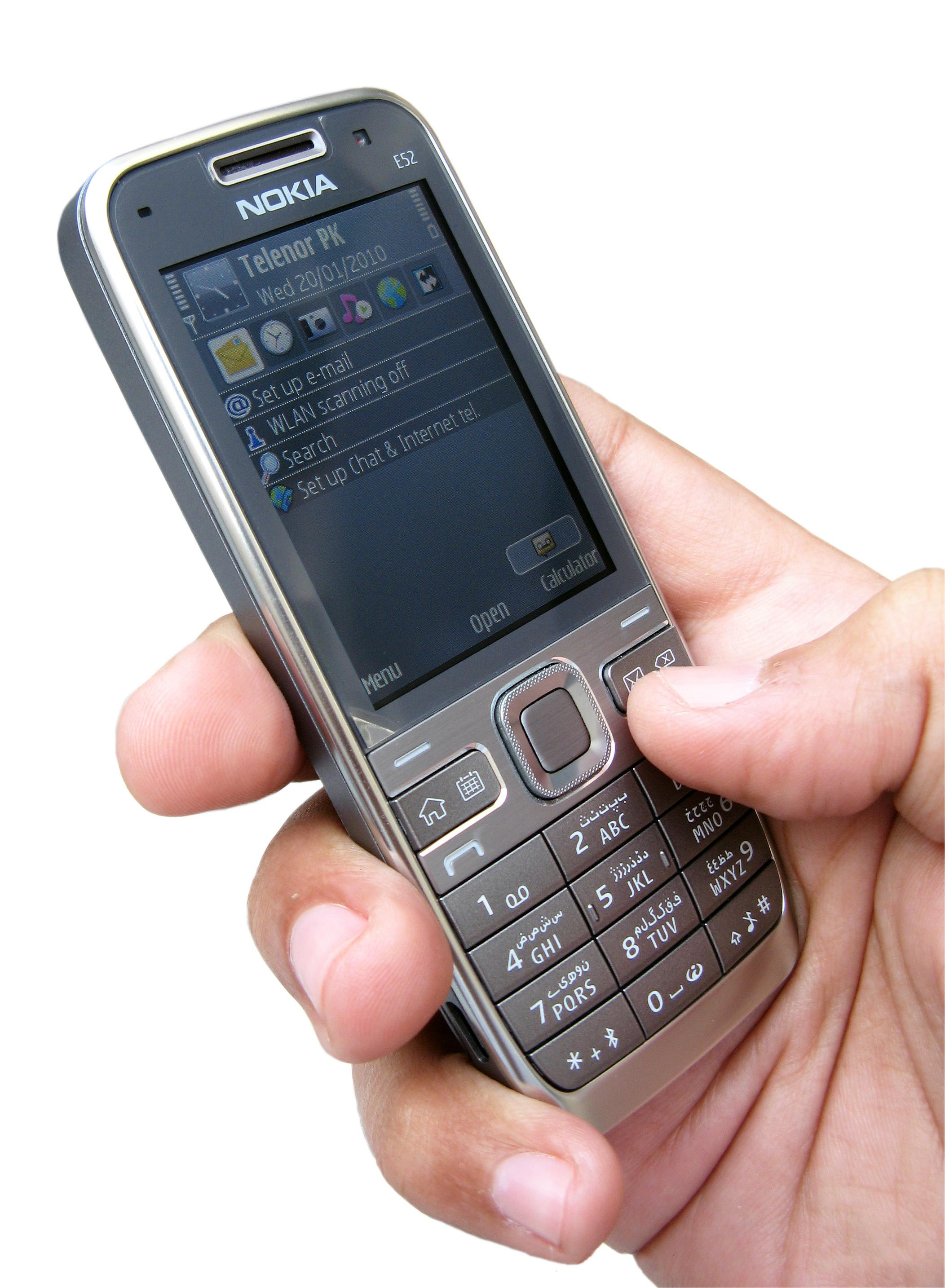
노키아 E52

노키아 E시리즈는 심비안 OS를 실행하는 비즈니스용 스마트폰으로 구성되어 있으며 향상된 연결성과 기업 이메일 푸시 서비스 지원에 중점을 두고 있으며 기업용 스타일 제품과 QWERTY 자판를 갖춘 다양한 제품이 포함되어 있다. 모든 장치에는 S60 플랫폼을 통해 고급 오피스 기능이 있다. 무선 LAN이 장착된 전화기는 VoIP 클라이언트(SIP 프로토콜)도 제공한다. 시리즈 전체의 주요 경쟁자는 리서치 인 모션(Research In Motion)의 블랙베리 제품이었다. E시리즈는 2011년까지 판매되었다.

## 발표
2005년 10월 12일, 휴대폰 제조업체 노키아는 노키아 E60, 노키아 E61 및 노키아 E70의 세 가지 휴대폰으로 구성된 E시리즈를 발표했다.
2006년 5월 18일, 노키아는 "스마트폰"이 아닌 "비즈니스 장치"라고 부르는 E50을 시리즈에 추가한다고 발표했다.
2007년 2월 12일, 노키아는 이 시리즈에 세 가지 새로운 장치를 추가한다고 발표했다. (E61i, E65 및 E90 커뮤니케이터)
2008년 4월 11일, 노키아 오스트레일리아는 E61i가 2008년 5월에 단종되고 더 기능이 뛰어나지만 더 작은 E71로 대체될 것이라고 권고했다. 이후 릴리스에는 E72, E52 및 E5가 포함되었다.
마지막 E시리즈 장치는 2011년의 노키아 E6였다.

## 같이 보기
- 노키아 전화 시리즈